# Kensaku Omori
Kensaku Omori (japonès: 大森健作)  (Seiyo, 21 de novembre de 1975), és un exfutbolista japonès.
Comença la seua carrera professional al Yokohama Marinos el 1994. Ha jugat als clu}bs Kashima Antlers, Kyoto Purple Sanga, Consadole Sapporo, Cerezo Osaka i Tokushima Vortis i es va retirar a finals de la temporada 2007.
L'abril de 1995, va ser seleccionat per la selecció nacional sub-20 del Japó per al Campionat Mundial juvenil de 1995.